# 와샹인
와샹인(중국어 간체자:瓦乡人, 병음:Wǎ xiāng rén)은 중국 서부 후난성 원강을 따라 거주하는 중국의 미식별 민족이다. 와샹인들은 자신을 Huaxiang이라고 부르며 언어는 와샹화(瓦乡话)를 사용한다. 또 이 지역의 한족, 묘족, 투자족과 비교할 때 와샹인들은 의복, 음식, 생활, 농업 및 기타 문화적 규범 면에서 매우 다르다.